# Попович Сергій Олександрович
Сергій Олександрович Попович (1988—2024) — старший солдат збройних сил України, учасник російсько-української війни.

## Життєпис
Народився 1 квітня 1988 року в місті Здолбунів Рівненської області. Закінчив Здолбунівську школу №1, після чого навчався у  Здолбунівському професійному ліцеї залізничного транспорту. Потім у Державному економіко-технічному університеті транспорту.
Працював у Здолбунівському ДЕПО. 
У серпні 2022 року був призваний на військову службу.
Загинув 17 жовтня 2024 в Запорізькій області.

## Нагороди
- Орден «За мужність» III ступеня[1].
- Відзнака головнокомандувача «Золотий хрест».